# Antonio Crico
Antonio Crico o Cricco (Pedavena, 19 febbraio 1835 – Pedavena, 21 novembre 1899) è stato un pittore e patriota italiano.

## Biografia
Figlio di Giovanni Battista e Anna De Boni, proveniva da una famiglia locale di antica nobiltà.
Si avvicinò all'arte abbastanza precocemente, alternando agli studi regolari gli insegnamenti del pittore feltrino Girolamo Cipelli. Tra il 1854 e il 1858 frequentò l'Accademia di Venezia sotto la guida di Michelangelo Grigoletti, il quale lo influenzò notevolmente, specie in ambito ritrattistico. Si spostò poi all'Accademia di Firenze.
In pieno Risorgimento, entrò volontario nell'esercitò piemontese partecipando alle campagne del 1859-1861. Rientrò poi a Feltre e da qui ripartì nel 1866 al seguito di Garibaldi. L'eroismo dimostrato alla battaglia di Ponte Caffaro gli valse la medaglia al valor militare. In seguito viaggiò Oltreoceano, dove acquisì grande fama di ritrattista: stabilitosi in Brasile, ebbe l'incarico di effigiare l'imperatore Pietro II.
Nel 1873 tornò a Pedavena, dove continuò a dedicarsi alla pittura e all'impegno politico.

## Stile
Per quanto riguarda la tematica sacra, l'arte del Crico sembra richiamare la pittura veneta del Quattro-Cinquecento (Cima da Conegliano, Giovanni Bellini ecc.), con una tendenza al purismo. I disegni appaiono precisi, i colori robusti, le pennellate sicure.
Le opere migliori provengono però dall'ambito ritrattistico: rifacendosi al Grigoletti, il Crico studia approfonditamente la realtà, esprimendo nei suoi dipinti anche il carattere dei soggetti.